# 大浜詩郎
大浜 詩郎（おおはま しろう、1947年3月10日 - 2010年1月29日）は、日本の俳優。本名同じ。
石川県出身。身長177cm、体重85kg、血液型はA型。日本大学芸術学部演劇学科中退。オフィス・ジョイに所属していた。

## 人物
大学在学中に日活にスカウトされ芸能界入りし、多くの日活映画に出演する。
日活がロマンポルノに移行するのを機にフリーとなり、以降は活躍の場をテレビへと移す。代表作は『ダイヤモンド・アイ』の主演・雷甲太郎。その後は刑事ドラマ、時代劇を中心に出演する。80年代以降は主に舞台を中心に活動していた。また1994年には裕 詩郎（ゆう しろう）としてCDデビューを果たし、歌手としても活躍していた。
特技は殺陣、アクション、歌唱。
2010年1月29日死去、満62歳没。

## エピソード
『ダイヤモンド・アイ』の前番組である『愛の戦士レインボーマン』のオーディションも受けているが、既にキャステイングが決定した後であった。
『ダイヤモンド・アイ』のオーディションでは「怪我の一つや二つは平気だよね？」という質問に対して「いや、怪我はしませんから」と答えたこともあり、ジェットコースターの上で格闘するなど危険なアクションも要求されていた。また、本作出演のためにオートバイの免許を取得した。
『ダイヤモンド・アイ』の撮影当時、同じ国際放映スタジオで撮影されていた『太陽にほえろ!』に出演していた日活の先輩である石原裕次郎からは、現場で声をかけて貰うことが多かったと述懐している。同じく『太陽にほえろ!』に出演していた松田優作とは、撮影所前にある喫茶店で話すことも多かったという。

## 出演作品

### 映画
- 非行少年 陽の出の叫び（1967年、日活） - サブ
- 黄金の野郎ども（1967年、日活） - 黒田組組員
- ネオン太平記（1968年、日活）
- 黒部の太陽（1968年、日活） - 抗夫
- 縄張はもらった（1968年、日活） - 飯塚
- 三匹の悪党（1968年、日活） - 庄吉
- 昭和のいのち（1968年、日活）
- 嵐の果し状（1968年、日活）
- わが命の唄 艶歌（1968年、日活）
- やくざ渡り鳥 悪党稼業（1969年、日活）
- 恋のつむじ風（1969年、日活）
- 荒い海（1969年、日活） - 藤原事業員
- 斬り込み（1970年、日活） -  和夫
- 怪談昇り竜（1970年、日活） -  真一
- 野良猫ロック セックスハンター（1970年、日活）
- 暴力団・乗り込み（1971年、日活） -  木谷勇一
- 八月の濡れた砂（1971年、日活） -  大学生
- 逆縁三つ盃（1971年、日活） -  喧嘩勝
- 関東幹部会（1971年、日活） -  海野組々員
- 現代やくざ 人斬り与太（1972年、東映） - サブ
- 非情学園ワル 教師狩り（1973年、東映） -  安井
- 樺太1945年夏 氷雪の門（1974年、東映洋画）
- ムルデカ17805（2001年、東宝） - 浜村大尉

### テレビドラマ
- チンコロ大作戦（1968年、YTV）
- 大江戸捜査網（12CH）
  - 第3話「魔の海が剣を呼ぶ」（1970年）
  - 第17話「斬り込み大作戦（1971年）
- ワンパク番外地（1971年、12CH）
- 特別機動捜査隊 （NET）
  - 第501話「勝負」（1971年） -  ワタル
  - 第575話「真実への出発」（1972年） -  名取
  - 第610話「恐るべき幽霊」（1973年） - 吾一
  - 第773話「ゆり子という女」（1976年） -  植村浩平
  - 第793話「季節労働者哀歌」（1977年） - 小川辰夫
- プレイガール　第180話「女はどたん場で勝負する」（1972年、12CH）
- ダイヤモンド・アイ（1973年 - 1974年、NET） - 雷甲太郎 ※主演
- 闘え!ドラゴン（1974年、12CH）
  - 第25話「逆襲! 暗闇の虎」
  - 第26話「ドラゴンよ さらば」- 風神
- ザ・カゲスター 第23話「怪人カニガブラー首狩り作戦!」（1976年、NET） -  カニガブラー / 北山
- いろはの"い" 第11話「あて逃げ」（1976年、NTV） -  平島
- 俺たちの朝 第8話「ツナギとコンプレックスと仲間たち」（1976年、NTV） -  レストラン｢サンドリア｣副支配人
- 大河ドラマ / 花神 第19話「上海みやげ」（1977年、NHK） -  長州藩士
- 太陽にほえろ!（NTV）
  - 第245話「刑事犬対ギャング犬」（1977年） -  井沢の手下
  - 第291話「トラック刑事」（1978年） -  平賀シゲオ
  - 第322話「誤射」（1978年） -  加藤フミオ
- 華麗なる刑事 第8話「エース・ストライカーを撃つな」（1977年、CX） -  元大森組・寺本
- 土曜ドラマ（NHK）
  - 兄とその妹（1978年） - 若い男
- 同心部屋御用帳 江戸の旋風III 第35話「左手は生きている」（1978年、CX） - 喉切の才次
- 刑事犬カール 第22話「わたしの犬も警察犬」（1978年、TBS） -  山川
- 大都会 PARTII 第46話「霊感聖少女」（1978年、NTV） -  尾形
- 特捜最前線 第64話「牛肉闇ルート殺人事件!」（1978年、ANB）
- 大追跡 第20話「日の丸愚連隊」（1978年、NTV） -  清新会構成員
- 若さま侍捕物帳 第13話「参上!! 赤い影法師」（1978年、ANB） -  馬場
- 大空港 第12話「逃亡者」（1978年、CX）
- 七人の刑事 第40話「かあさんの冬」（1979年、TBS）
- 日本巌窟王 第9回「復讐の恨み花」（1979年、NHK）
- 風の隼人 第17話「鳴動前夜」、第20話「女狐を撃て」（1979年、NHK） -  薩摩藩士
- 土曜ワイド劇場 / 森村誠一の"不倫期"（1992年、ANB）

### 舞台
- 浮浪雲（1978年、新宿コマ劇場）
- 狸御殿
- 沢竜二公演

### CM
- レナウン

## 音楽

### シングル
- 別れ歌を背中に / 琥珀色の雨（1994年、センチュリーレコード）